# Подол (Великобагачанский район)
Подол (укр. Поділ) — село,
Подольский сельский совет,
Великобагачанский район,
Полтавская область,
Украина.
Код КОАТУУ — 5320284001. Население по переписи 2001 года составляло 665 человек.
Является административным центром Подольского сельского совета, в который, кроме того, входит село Огировка

## Географическое положение
Село Подол находится на автомобильной дороге М-03, в 1,5 км от села Коноплянка. По селу протекает пересыхающий ручей с запрудой. Рядом проходит автомобильная дорога Т-1720.

## Экономика
- ЧП «Батькивщина».

## Объекты социальной сферы
- Школа I—II ст.
- Дом культуры.

## Известные люди
- Глушич, Андрей Алексеевич — Герой Социалистического Труда.